# Antonio Gaztañeta
Don José Antonio de Gaztañeta e Iturribalzaga né à Mutriku en 1656 et mort à Madrid en 1728, était un officier de marine et architecte naval espagnol d'origine basque des XVIIe et XVIIIe siècles. Il est célèbre pour avoir commandé, en tant que vice-amiral la flotte espagnole qui est défaite par la Royal Navy britannique à la bataille du cap Passaro, le 11 août 1718, au large des côtes de Sicile.
Sa contribution majeure à la Marine royale espagnole se situe dans le domaine de la construction navale. Innovant, il basait ses plans de navires sur les progrès de la connaissance scientifique. Il s'inspirera également de certains éléments introduits par les Anglais et les Hollandais. Il est ainsi à l'origine de la renaissance de la Marine espagnole au XVIIIe siècle.

## Biographie
José Antonio de Gaztañeta est le fils de Francisco de Gaztañeta, un marin basque qui s'était rendu jusqu'en Amérique, il accompagne son père en mer dès l'âge de 12 ans. En 1684, alors qu'il a 28 ans, il avait déjà fait onze fois le trajet en direction des Amériques. Il intègre cette année-là la Marine royale espagnole. En 1691, alors qu'il est en poste à Cadix il prend part à plusieurs campagnes maritimes de la guerre de la Ligue d'Augsbourg contre la France. Il sauve sa flotte, en revenant de Naples, en évitant une embuscade tendue par le comte de Tourville près de Mahon.
Il ne prend pas part aux combats de la guerre de Succession d'Espagne (1701–1714), au cours de laquelle il reste à terre pour se concentrer sur la construction navale. Il fonde les chantiers navals d'El Astillero. Il se rendra par la suite dans le Pays basque où il supervise la construction de plusieurs bâtiments à Amorebieta, Pasaia et Orio.
Au cours de la guerre de la Quadruple-Alliance qui suit, il est nommé commandant de la flotte espagnole chargée de transporter les troupes du marquis de Lede en Sardaigne et Sicile. Une fois cette mission accomplie, il poste sa flotte à proximité du cap Passaro. Ses bâtiments naviguaient en ordre dispersé, et la vue d'aborder de navires britanniques n'est pas initialement perçue comme un danger, comme le royaume de Grande-Bretagne et l'Espagne n'étant pas officiellement en guerre. La bataille du cap Passaro est un désastre pour l'Armada espagnole. Le vaisseau amiral de Gaztañeta est capturé, et 200 marins sont tués à son bord. Gaztañeta est blessé au pied et fait prisonnier par les Britanniques. Il est cependant rapidement relâché et n'est pas tenu pour responsable de la défaite à son retour en Espagne, la bataille étant perçue comme une attaque traître de la part des Britanniques.
Il est promu au rang de Lieutenant général en 1720 et nommé à la tête de la Flotte des Indes. Pendant la guerre anglo-espagnole il est en mesure de prendre sa revanche, en parvenant à déjouer le blocus de Portobelo (en) imposée par la flotte de vingt vaisseaux britanniques des amiraux Hosier et Wager et à rejoindre l'Espagne avec une cargaison d'une valeur de 31 million de pesos. À son arrivée en Espagne, le roi Philippe V lui octroie une importante somme d'argent, mais Gaztañeta ne peut en profiter et il meurt peu de temps après le 5 février 1728, à Madrid.

## Ouvrages
- Arte de fabricar reales.
- Norte de la navegación hallado por el cuadrante de reducción. (1696)
- Cuadrante geométrico universal para la conversión esférica a los planos, aplicado al arte de navegar. (1697)
- Proporción de las medidas arregladas a la construcción de un bajel de guerra de setenta codos de quilla. (1712)
- Proporciones de las medidas más esenciales para la fábrica de nuevos navíos y fragatas de guerra. (1720)